# Marcel Gagnon (homme politique)
 (12 août 2025).
Le texte peut changer fréquemment, n’est peut-être pas à jour et peut manquer de recul. N’hésitez pas à participer, en veillant à citer vos sources.
Pour les articles homonymes, voir Marcel Gagnon et Gagnon.
Marcel Gagnon, né le 19 avril 1936 à Sainte-Brigide-d'Iberville (Montérégie) et mort le 12 août 2025, est un agriculteur et un homme politique québécois.

## Biographie

### Jeunesse et formation
Marcel Gagnon étudie à Sainte-Brigide, puis à l'École Notre-Dame-des-Érables, à Brigham, en agriculture, et à l'Université du Québec à Trois-Rivières en sciences administratives.
De 1960 à 1965, il est représentant de la compagnie Robin Hood, de la compagnie Maple Leaf Meals en 1965 et en 1966, puis de la compagnie Marcel Bérard ltée, à Yamachiche, de 1966 à 1970. Il devient ensuite gérant général du comptoir agricole de Saint-Hyacinthe en 1970 et en 1971, puis gérant de territoire pour la Brasserie Labatt de 1971 à 1973. Il devient aviculteur à partir de 1973. Il s'implique dans le Syndicat des producteurs d'œufs de la Mauricie en tant que président, ainsi que dans l'Union des producteurs agricoles de la Mauricie en tant qu'administrateur de 1973 à 1976. Marcel Gagnon est également membre de l'exécutif de la Fédération des producteurs d'œufs du Québec de 1974 à 1976 en plus d'être président des Loisirs de Champlain et de la Mauricie.

### Politique provinciale
Aux élections de 1976, il est élu sous la bannière du Parti québécois dans la circonscription de Champlain. En 1981, il est réélu au même poste. Pendant son second mandat, il exerce les fonctions d'adjoint parlementaire au ministre de l'Environnement du 2 mai 1984 au 21 février 1985 et de président de la Commission des institutions du 19 mars au 23 octobre 1985. Aux élections de 1985, il est défait face à Pierre A. Brouillette. Il tente de se représenter comme candidat indépendant en 1989, sans succès.

### Politique fédérale
En 2000, il est élu sous la bannière du Bloc québécois dans la circonscription de Champlain. En 2004, il est élu dans la nouvelle circonscription de Saint-Maurice—Champlain. Il quitte la vie politique en 2006.
Marcel Gagnon meurt le 12 août 2025 à l'âge de 89 ans.